# Monako na Mistrzostwach Świata w Lekkoatletyce 2017
Monako na Mistrzostwach Świata w Lekkoatletyce 2017 – reprezentacja Monako podczas mistrzostw świata w Londynie liczyła 1 zawodnika, która nie zdobyła medalu.

## Występy reprezentantów Monako
| Zawodniczka             | Konkurencja          | Eliminacje | Eliminacje | Półfinał | Półfinał | Finał    | Finał   |
| Zawodniczka             | Konkurencja          | Rezultat   | Pozycja    | Rezultat | Pozycja  | Rezultat | Pozycja |
| ----------------------- | -------------------- | ---------- | ---------- | -------- | -------- | -------- | ------- |
| Marie-Charlotte Gastaud | Bieg na 100 m kobiet | 13.52      | 46.        | NQ       | NQ       | NQ       | NQ      |